# Bresser-Mooca (métro de São Paulo)
Bresser–Mooca (en portugais : Estação Bresser–Mooca) est une station de la ligne 3 (Rouge) du Métro de São Paulo. Elle est située sur la Rua do Hipódromo de la ville de São Paulo au Brésil.

## Situation sur le réseau

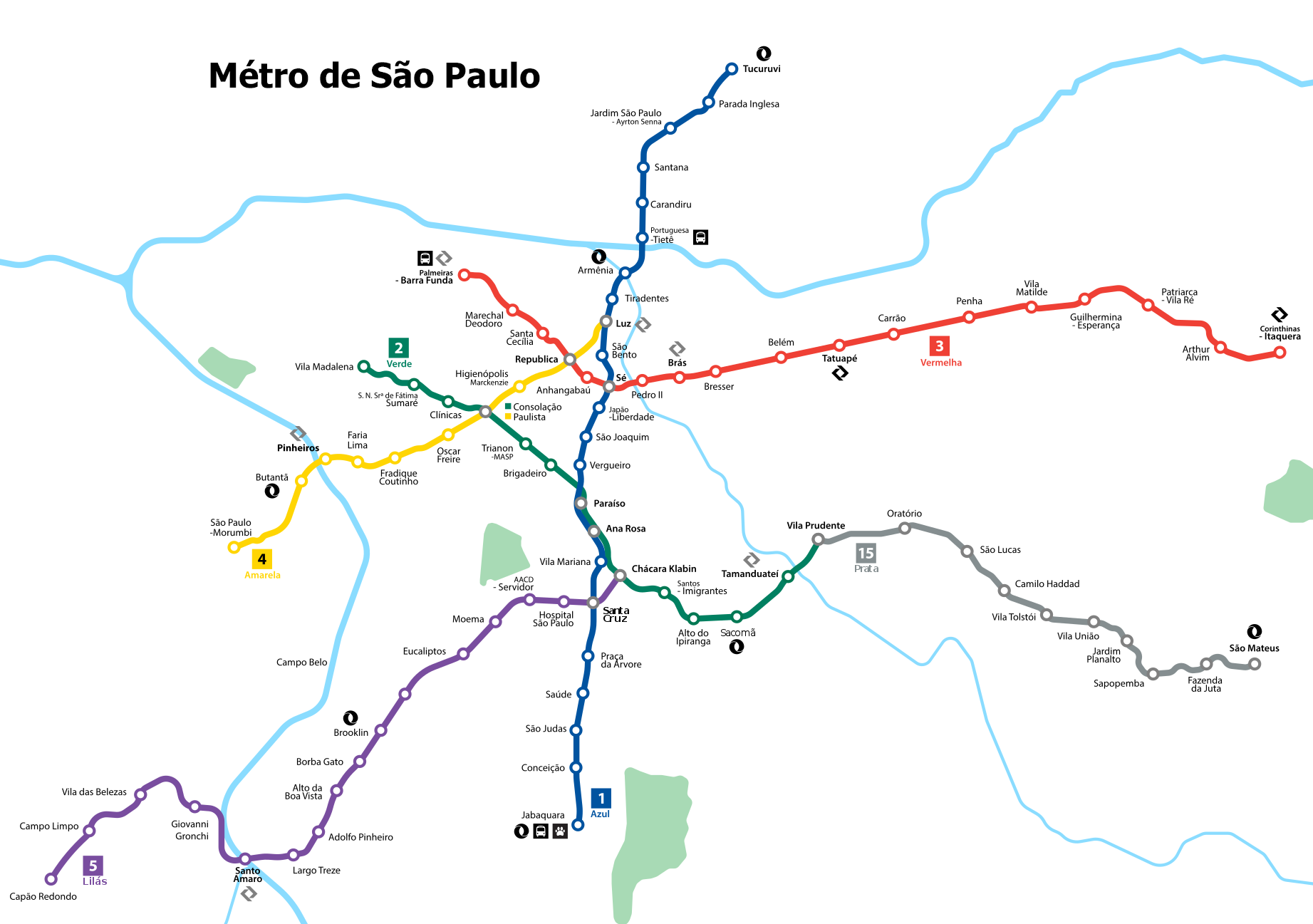
Plan du Métro de São Paulo 2020.

Établie en semi-aérien, la station Bresser–Mooca est située sur la ligne 3 (Rouge) du métro de São Paulo, entre les stations de Brás, en direction du terminus de Palmeiras-Barra Funda, et Belém, en direction du terminus de Corinthians-Itaquera.

## Histoire

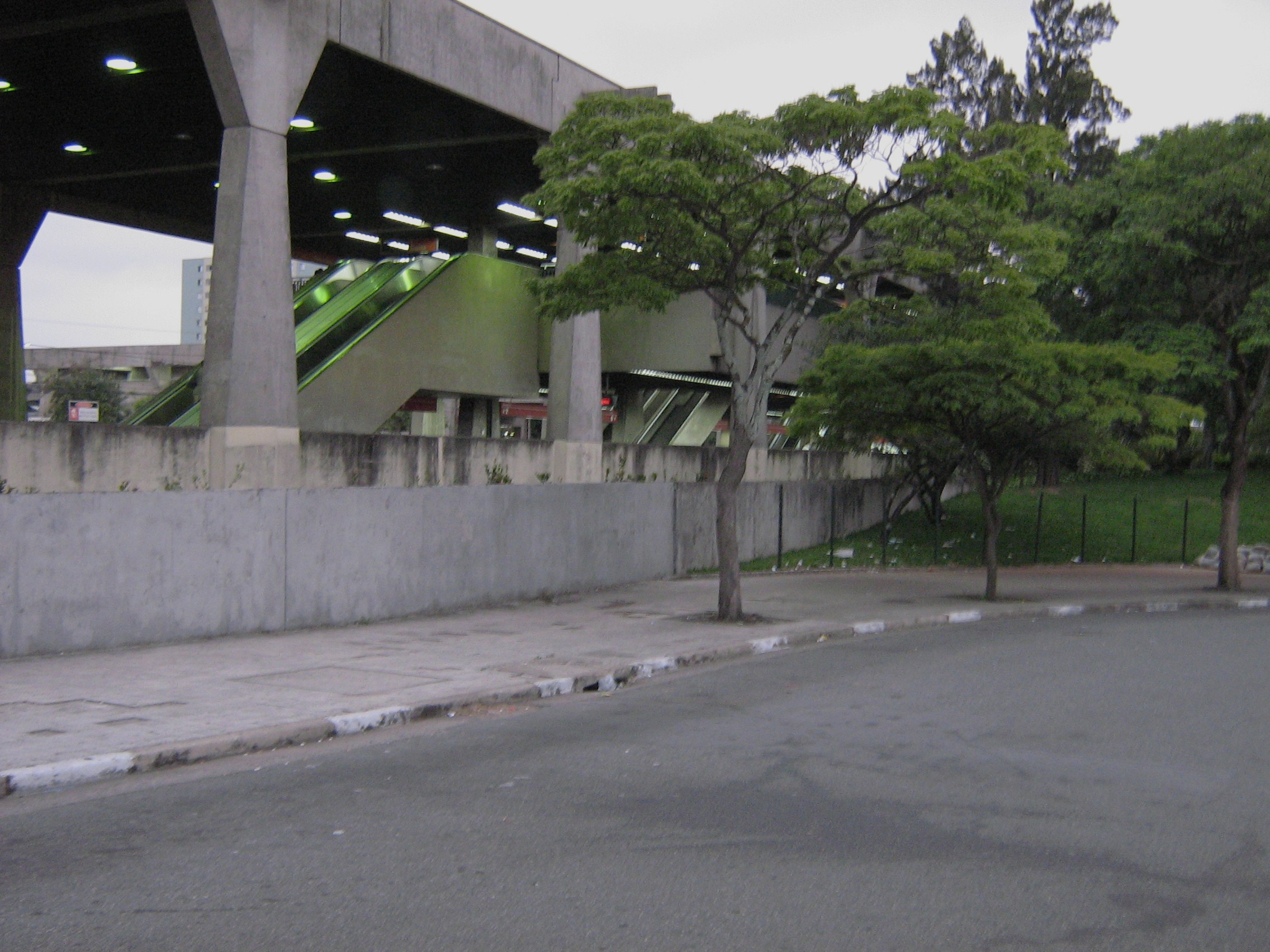
Aspect de la structure préfabriquée.

La station, alors dénommée Bresser, est mise en service le 23 août 1980. C'est la première station préfabriquée du métro de São Paulo. Station semi-aérienne avec mezzanine de distribution sur quai central en surface, structure en béton apparent et couverture en béton préfabriqué. À l'origine, il était prévu qu'il s'agisse d'une station souterraine. Elle peut accueillir jusqu'à vingt mille voyageurs par jour.
Elle est renommée Bresser-Mooca le 25 juillet 2006, date à laquelle le Journal officiel de l'État a publié le décret n° 50.995, signé la veille par le gouverneur de l'époque Cláudio Lembo.

## Services aux voyageurs

### Accès et accueil
On y accède par la Rua do Hipódromo. Elle est accessible aux personnes handicapées physiques par des rampes.

### Desserte
| Ligne                         | Terminus                                         | Stations | Durée du voyage (min) | Intervalle entre les trains (min) | Opération                                                                   |
| ----------------------------- | ------------------------------------------------ | -------- | --------------------- | --------------------------------- | --------------------------------------------------------------------------- |
| Ligne 3 du métro de São Paulo | Palmeiras - Barra Funda ↔ Corinthians - Itaquera | 18       | 32                    | 2                                 | Tous les jours, de 4h40 à 0h. Les samedis, jusqu'à 1h du matin le dimanche. |

## À proximité
- Parc Écologique de Mooca
- Temple de Salomon (São Paulo)